# زیرلیانا آنتراسینا
زیرلیانا آنتراسینا (نام علمی: Zierliana anthracina) نام یک گونه از رده شکم‌پایان است.